# Liste von Namensreaktionen/P
| Entdecker                                               | Jahr                | Reagenzien                                                                                | Kurzbeschreibung                                                                                     | Zielmolekül(e)                                          | Quelle              |
| Paal-Knorr-Synthese                                     | Paal-Knorr-Synthese | Paal-Knorr-Synthese                                                                       | Paal-Knorr-Synthese                                                                                  | Paal-Knorr-Synthese                                     | Paal-Knorr-Synthese |
| ------------------------------------------------------- | ------------------- | ----------------------------------------------------------------------------------------- | --- | ------------------------------------------------------- | ------------------- |
| Carl Paal, Ludwig Knorr                                 | 1884                | 1,4-Diketone; Säurekatalysatoren, Amine oder Phosphor(V)-sulfid                           | Cyclisierung, Dehydratisierung                                                                       | fünfgliedrige Heterocyclen (Furane, Pyrrole, Thiophene) | [ 1 ] [ 2 ]         |
| Reaktionsschema Paal-Knorr-Synthese (hier mit Aminen)   |                     |                                                                                           | |                                                         |                     |
| Padwa-Pyrrolinsynthese                                  |                     |                                                                                           | |                                                         |                     |
| Albert Padwa                                            | 1988                | 2,3-Bis(phenylsulfonyl)-1,3-butadien, Amine                                               | [4+1]-Annulierung                                                                                    | Pyrroline                                               | [ 3 ]               |
| Paneth-Technik                                          |                     |                                                                                           | |                                                         |                     |
| Fritz Paneth                                            | 1929                | Organobleiverbindungen                                                                    | thermische Zersetzung                                                                                | Alkyl- oder Arylradikale                                | [ 4 ]               |
| Panov-Reaktion                                          |                     |                                                                                           | |                                                         |                     |
| Gennady I. Panov                                        | 1997                | Benzol, Distickstoffmonoxid, Eisen-Zeolith-Katalysator                                    | Oxidation                                                                                            | Phenol                                                  | [ 5 ]               |
| Parham-Cyclisierung                                     |                     |                                                                                           | |                                                         |                     |
| William E. Parham                                       | 1975                | Arylhalogenide mit elektrophiler Seitenkette, Lithiumorganyle                             | Metall-Halogen-Austausch, Cyclisierung                                                               | annelierte Verbindungen                                 | [ 6 ]               |
| Parikh-Doering-Oxidation                                |                     |                                                                                           | |                                                         |                     |
| Jekishan R. Parikh, William v. E. Doering               | 1967                | primäre oder sekundäre Alkohole, Dimethylsulfoxid, Schwefeltrioxid, Pyridin, Triethylamin | Oxidation                                                                                            | Aldehyde oder Ketone                                    | [ 7 ]               |
| Reaktionsschema Parikh-Doering-Oxidation                |                     |                                                                                           | |                                                         |                     |
| Parnes-Methylierung                                     |                     |                                                                                           | |                                                         |                     |
| Zinaida N. Parnes                                       | 1980                | Cycloalkane, Tetramethylsilan, Aluminium(III)-bromid (Katalysator)                        | Methylierung                                                                                         | methylierte Cycloalkane                                 | [ 8 ]               |
| Passerini-Reaktion                                      |                     |                                                                                           | |                                                         |                     |
| Mario Passerini                                         | 1921                | Carbonylverbindungen, Isocynanide, Carbonsäuren                                           | Mehrkomponentenreaktion                                                                              | Ester der α-Hydroxycarbonsäureamide                     | [ 9 ]               |
| Reaktionsschema Passerini-Reaktion                      |                     |                                                                                           | |                                                         |                     |
| Paternò-Büchi-Reaktion                                  |                     |                                                                                           | |                                                         |                     |
| Emanuele Paternò, George Hermann Büchi                  | 1909                | Carbonylverbindungen, Alkene                                                              | photochemische [2+2]-Cycloaddition                                                                   | Oxetane                                                 | [ 10 ] [ 11 ]       |
| Reaktionsschema Paternò-Büchi-Reaktion                  |                     |                                                                                           | |                                                         |                     |
| Paterson-Aldolreaktion                                  |                     |                                                                                           | |                                                         |                     |
| Ian Paterson                                            | 1990                | α,β-ungesättigte Carbonylverbindungen, Aldehyde/Ketone, chirale Borreagenzien             | Bildung eines Bor-Enolates, Aldolreaktion                                                            | β-Hydroxycarbonylverbindungen                           | [ 12 ]              |
| Pauling-Umlagerung                                      |                     |                                                                                           | |                                                         |                     |
| Horst Pauling                                           | 1976                | Propargylalkohole, Silylvanadat-Katalysator                                               | Umlagerung                                                                                           | α,β-ungesättigte Aldehyde/Ketone                        | [ 13 ]              |
| Pauson-Khand-Reaktion                                   |                     |                                                                                           | |                                                         |                     |
| Peter Ludwig Pauson, Ihsan U. Khand                     | 1971                | Alkene, Alkine, Kohlenstoffmonoxid, Dicobaltoctacarbonyl                                  | [2+2+1]-Cycloaddition                                                                                | substituierte Cyclopentenone                            | [ 14 ]              |
| Reaktionsschema Pauson-Khand-Reaktion                   |                     |                                                                                           | |                                                         |                     |
| Payne-Oxidation                                         |                     |                                                                                           | |                                                         |                     |
| George B. Payne                                         | 1961                | Nitrile, Wasserstoffperoxid, Alkene                                                       | Bildung einer Imidopersäuren, Oxidation                                                              | Epoxide                                                 | [ 15 ]              |
| Payne-Umlagerung                                        |                     |                                                                                           | |                                                         |                     |
| George B. Payne                                         | 1931/1962           | 2,3-Epoxyalkohole, Base                                                                   | stereospezifische Umlagerung                                                                         | isomere Epoxyalkohole                                   | [ 16 ] [ 17 ]       |
| Reaktionsschema Payne-Umlagerung                        |                     |                                                                                           | |                                                         |                     |
| Pechmann-Reaktion                                       |                     |                                                                                           | |                                                         |                     |
| Hans von Pechmann                                       | 1884                | β-Ketoester, Phenole, Säure                                                               | Umesterung, Ringschluss unter Kondensation                                                           | Cumarine                                                | [ 18 ]              |
| Reaktionsschema Pechmann-Reaktion                       |                     |                                                                                           | |                                                         |                     |
| Pechmann-Pyrazolsynthese                                |                     |                                                                                           | |                                                         |                     |
| Hans von Pechmann                                       | 1898                | Diazomethan, Acetylen                                                                     | 1,3-Dipolare Cycloaddition                                                                           | Pyrazol                                                 | [ 19 ]              |
| Reaktionsschema Pechmann-Pyrazolsynthese                |                     |                                                                                           | |                                                         |                     |
| Pellizzari-Reaktion                                     |                     |                                                                                           | |                                                         |                     |
| Guido Pellizzari                                        | 1911                | Amide, Hydrazide                                                                          | Cyclisierung                                                                                         | Triazole                                                | [ 20 ]              |
| Reaktionsschema Pellizzari-Reaktion                     |                     |                                                                                           | |                                                         |                     |
| Pelouze-Synthese                                        |                     |                                                                                           | |                                                         |                     |
| J. Pelouze                                              | 1834                | Kaliumcyanid, Alkylsulfate                                                                | Alkylierung                                                                                          | Nitrile                                                 | [ 21 ]              |
| Periana-Reaktion                                        |                     |                                                                                           | |                                                         |                     |
| Roy A. Periana                                          | 1998                | Methan, Schwefelsäure, Platin(II)-Komplex (Katalysator)                                   | Oxidation                                                                                            | Methanol                                                | [ 22 ]              |
| Perkin-Alicyclensynthese                                |                     |                                                                                           | |                                                         |                     |
| William Henry Perkin junior                             | 1883                | αω-Halogenalkane, Malonsäureester, Natriumethanolat                                       | Deprotonierung, nucleophile Substitution, Cyclisierung                                               | Cycloalkane                                             | [ 23 ]              |
| Perkin-Reaktion                                         |                     |                                                                                           | |                                                         |                     |
| William Henry Perkin                                    | 1868                | aromatische Aldehyde, Acetanhydrid, Natriumacetat                                         | Aldolkondensation                                                                                    | α,β-ungesättigte Carbonsäuren                           | [ 24 ]              |
| Reaktionsschema Perkin-Reaktion                         |                     |                                                                                           | |                                                         |                     |
| Perkin-Umlagerung                                       |                     |                                                                                           | |                                                         |                     |
| William Henry Perkin                                    | 1870                | 2-Halogencoumarine, Hydroxid                                                              | Umlagerung, Decarboxylierung                                                                         | Benzofurane                                             | [ 25 ]              |
| Perkow-Reaktion                                         |                     |                                                                                           | |                                                         |                     |
| Werner Perkow                                           | 1952                | α-substituierte Ketone, Phosphorigsäureester                                              | Angriff des Phosphites, Umlagerung der Phosphorgruppe                                                | Vinylphosphate                                          | [ 26 ]              |
| Reaktionsschema Perkow-Reaktion                         |                     |                                                                                           | |                                                         |                     |
| Pesci-Reaktion                                          |                     |                                                                                           | |                                                         |                     |
| L. Pesci                                                | 1901                | Carbonsäureanhydride, Quecksilbersalz                                                     | Decarboxylierung                                                                                     | Quecksilber-Carbonsäuresalze                            | [ 27 ]              |
| Petasis-Alkenylierung                                   |                     |                                                                                           | |                                                         |                     |
| siehe Tebbe-Olefinierung                                |                     |                                                                                           | |                                                         |                     |
| Petasis-Ferrier-Umlagerung                              |                     |                                                                                           | |                                                         |                     |
| Nicos A. Petasis, Robert J. Ferrier                     | 1995                | cyclische Enolacetale, Lewis-Säure                                                        | Umlagerung                                                                                           | Tetrahydropyranone                                      | [ 28 ]              |
| Reaktionsschema Petasis-Ferrier-Umlagerung              |                     |                                                                                           | |                                                         |                     |
| Petasis-Reaktion                                        |                     |                                                                                           | |                                                         |                     |
| Nicos A. Petasis                                        | 1993                | Amine, Boronsäuren, Carbonylverbindungen                                                  | Mehrkomponentenreaktion                                                                              | allylische Amine                                        | [ 29 ]              |
| Reaktionsschema Petasis-Reaktion                        |                     |                                                                                           | |                                                         |                     |
| Peterson-Olefinierung                                   |                     |                                                                                           | |                                                         |                     |
| Donald John Peterson                                    | 1968                | Ketone, α-silylierte-Carbanionen                                                          | Eliminierung                                                                                         | Alkene                                                  | [ 30 ]              |
| Reaktionsschema Peterson-Olefinierung                   |                     |                                                                                           | |                                                         |                     |
| Peters-Reaktion                                         |                     |                                                                                           | |                                                         |                     |
| Walter Peters                                           | 1905                | Sulfinate, Quecksilbersalze                                                               | Abspaltung von Schwefeldioxid                                                                        | Organoquecksilberverbindungen                           | [ 31 ]              |
| Petrenko-Krittschenko-Piperidonsynthese                 |                     |                                                                                           | |                                                         |                     |
| P. Petrenko-Kritschenko                                 | 1912                | Acetoncarbonsäuren, Aldehyde, Ammoniak                                                    | Multikomponentenreaktion                                                                             | Piperidone                                              | [ 32 ]              |
| Reaktionsschema Petrenko-Krittschenko-Piperidonsynthese |                     |                                                                                           | |                                                         |                     |
| Pfau-Plattner-Azulensynthese                            |                     |                                                                                           | |                                                         |                     |
| Alexander Pfau, Pl. Plattner                            | 1939                | Indane, Diazoessigester                                                                   | Addition eines Cyclopropanes, Dehydrogenierung, Decarboxylierung                                     | Azulene                                                 | [ 33 ]              |
| Pfitzinger-Reaktion                                     |                     |                                                                                           | |                                                         |                     |
| Wilhelm Pfitzinger                                      | 1886                | Isatin, Carbonylverbindungen, Base                                                        | Ringöffnung, Kondensation, Ringschluss                                                               | Chinolin-4-carbonsäuren                                 | [ 34 ]              |
| Reaktionsschema Pfitzinger-Reaktion                     |                     |                                                                                           | |                                                         |                     |
| Pfitzner-Moffatt-Oxidation                              |                     |                                                                                           | |                                                         |                     |
| K. E. Pfitzner, J. G. Moffatt                           | 1963                | Alkohole, N,N′-Dicyclohexylcarbodiimid (DCC), Dimethylsulfoxid (DMSO)                     | Oxidation                                                                                            | Aldehyde/Ketone                                         | [ 35 ]              |
| Reaktionsschema Pfitzner-Moffatt-Oxidation              |                     |                                                                                           | |                                                         |                     |
| Phillips-Ladenburg-Benzimidazolsynthese                 |                     |                                                                                           | |                                                         |                     |
| Montague A. Phillips, Albert Ladenburg                  | 1875/1928           | 1,2-Diaminobenzol, Carbonsäuren                                                           | Kondensation mit Cyclisierung                                                                        | Benzimidazole                                           | [ 36 ] [ 37 ]       |
| Reaktionsschema Phillips-Ladenburg-Benzimidazolsynthese |                     |                                                                                           | |                                                         |                     |
| Photo-Fries-Umlagerung                                  |                     |                                                                                           | |                                                         |                     |
| J. C. Anderson, C. B. Reese (benannt nach Karl Fries)   | 1960                | Arylester                                                                                 | photolytische Umlagerung                                                                             | Arylketone                                              | [ 38 ]              |
| Piancatelli-Umlagerung                                  |                     |                                                                                           | |                                                         |                     |
| Giovanni Piancatelli                                    | 1976                | Furfural, Grignard-Verbindungen, Säure                                                    | Grignard-Reaktion zum 2-Furylcarbinol, Umlagerung                                                    | 4-Hydroxycyclopentenone                                 | [ 39 ]              |
| Reaktionsschema Piancatelli-Umlagerung                  |                     |                                                                                           | |                                                         |                     |
| Pictet-Gams-Isochinolinsynthese                         |                     |                                                                                           | |                                                         |                     |
| Amé Pictet, Alfons Gams                                 | 1909                | β-Hydroxy-β-phenylethylamine, Phosphor(V)-oxid                                            | Kondensation, Cyclisierung                                                                           | Isochinoline                                            | [ 40 ]              |
| Reaktionsschema Pictet-Gams-Isochinolinsynthese         |                     |                                                                                           | |                                                         |                     |
| Pictet-Hubert-Reaktion                                  |                     |                                                                                           | |                                                         |                     |
| Amé Pictet, A. Hubert                                   | 1896                | N-Acyl-2-aminobiphenyle, Zinkchlorid                                                      | intramolekulare Cyclisierung                                                                         | Phenathridine                                           | [ 41 ]              |
| Pictet-Spengler-Reaktion                                |                     |                                                                                           | |                                                         |                     |
| Amé Pictet, Theodor Spengler                            | 1911                | β-Arylethylamine, Aldehyde                                                                | ringschließende Kondensation                                                                         | 6-Ring-Aminoheterocyclen                                | [ 42 ]              |
| Reaktionsschema Pictet-Spengler-Reaktion                |                     |                                                                                           | |                                                         |                     |
| Piers-Rubinsztajn-Reaktion                              |                     |                                                                                           | |                                                         |                     |
| Warren E. Piers, Slawomir Rubinsztajn                   | 1996/2008           | Hydrosilande, Alkoxysilane, Tris(pentafluorophenyl)bor (Katalysator)                      | Hydrosilylierung                                                                                     | Polysiloxane                                            | [ 43 ] [ 44 ]       |
| Piloty-Robinson-Synthese                                |                     |                                                                                           | |                                                         |                     |
| Oskar Piloty, Robert Robinson                           | 1910/18             | Azine, Säure                                                                              | Protonierung, Umlagerung zum Diimiin, Ringschluss mit Ammoniakabspaltung                             | Pyrrole                                                 | [ 45 ] [ 46 ]       |
| Reaktionsschema Piloty-Robinson-Synthese                |                     |                                                                                           | |                                                         |                     |
| Piloty-Alloxazinsynthese                                |                     |                                                                                           | |                                                         |                     |
| Oscar Piloty                                            | 1904                | Violursäure, 1,3-Diaminobenzole, Natriumhydroxid                                          | Cyclisierung                                                                                         | Alloxazine                                              | [ 47 ]              |
| Pinhey-Arylierung                                       |                     |                                                                                           | |                                                         |                     |
| John T. Pinhey                                          | 1979                | Aromaten/Alkine/Vinylborate/Vinylstannate, Phenylbleitriacetate                           | Kupplung                                                                                             | Bildung einer C-C-Bindung                               | [ 48 ]              |
| Pinakol-Kupplung                                        |                     |                                                                                           | |                                                         |                     |
| Rudolph Fittig (benannt nach Produkt)                   | 1859                | Aldehyde/Ketone, Magnesium                                                                | Kupplung                                                                                             | Pinakole                                                | [ 49 ]              |
| Pinakol-Umlagerung                                      |                     |                                                                                           | |                                                         |                     |
| Rudolph Fittig (benannt nach Ausgangsstoff)             | 1860                | Pinakole, Säure                                                                           | Protonierung, Abspaltung von Wasser, Umlagerung, Deprotonierung                                      | Ketone                                                  | [ 50 ]              |
| Pinner-Kondensation                                     |                     |                                                                                           | |                                                         |                     |
| Adolf Pinner                                            | 1884                | Amidine, β-Ketoester/β-Diketone, Base                                                     | Kondensation                                                                                         | Pyrimidine                                              | [ 51 ]              |
| Reaktionsschema Pinner-Kondensation                     |                     |                                                                                           | |                                                         |                     |
| Pinner-Reaktion                                         |                     |                                                                                           | |                                                         |                     |
| Adolf Pinner                                            | 1877                | Nitrile, Alkohole, Salzsäure                                                              | Bildung des Pinner-Salzes, unterschiedliche Aufarbeitung                                             | Carbonsäuren/Ester/Amide                                | [ 52 ]              |
| Reaktionsschema Bildung des Pinner-Salzes               |                     |                                                                                           | |                                                         |                     |
| Pinner-Triazinsynthese                                  |                     |                                                                                           | |                                                         |                     |
| Adolf Pinner                                            | 1890                | Arylamidine, Phosgen                                                                      | Kondensation, Ringschluss, Abspaltung von Ammoniak                                                   | Triazine                                                | [ 53 ]              |
| Reaktionsschema Bildung des Pinner-Triazinsynthese      |                     |                                                                                           | |                                                         |                     |
| Pinnick-Oxidation                                       |                     |                                                                                           | |                                                         |                     |
| Harold W. Pinnick                                       | 1983                | Aldehyde, Natriumchlorit                                                                  | Oxidation                                                                                            | Carbonsäuren                                            | [ 54 ]              |
| Reaktionsschema Pinnick-Oxidation                       |                     |                                                                                           | |                                                         |                     |
| Piria-Reaktion                                          |                     |                                                                                           | |                                                         |                     |
| Raffaele Piria                                          | 1851                | Nitroaromaten, Natriumhydrogensulfit, Säure                                               | Reduktion, Sulfonierung                                                                              | aromatische Aminosulfonsäuren                           | [ 55 ]              |
| Plancher-Umlagerung (Ciamician-Plancher-Umlagerung)     |                     |                                                                                           | |                                                         |                     |
| Giuseppe Plancher                                       | 1896                | disubistituierte Indolin-3-ole, Säure                                                     | Umlagerung                                                                                           | Indole                                                  | [ 56 ]              |
| Reaktionsschema Plancher-Umlagerung                     |                     |                                                                                           | |                                                         |                     |
| Plieninger-Indolsynthese                                |                     |                                                                                           | |                                                         |                     |
| Hans Plieninger                                         | 1956                | 1‐Acetamido‐5,8‐dihydronaphthaline, Ozon                                                  | Ringspaltung durch Ozonolyse, Cyclisierung                                                           | Indole                                                  | [ 57 ]              |
| Polonovski-Reaktion                                     |                     |                                                                                           | |                                                         |                     |
| Max Polonovski                                          | 1927                | Aminoxide, Acetanhydrid/Acetylhalogenide                                                  | Umlagerung                                                                                           | Amide                                                   | [ 58 ]              |
| Reaktionsschema Polonovski-Reaktion                     |                     |                                                                                           | |                                                         |                     |
| Polonovski-Potier-Reaktion                              |                     |                                                                                           | |                                                         |                     |
| Pierre Potier                                           | 1968                | Aminoxide, Trifluoressigsäureanhydrid                                                     | Eliminierung                                                                                         | Iminium-Ionen                                           | [ 59 ]              |
| Pomeranz-Fritsch-Reaktion                               |                     |                                                                                           | |                                                         |                     |
| Cäsar Pomeranz, Paul Fritsch                            | 1893                | Benzaldehyd, 2,2-Dialkoxyethylamin, Säure                                                 | Cyclisierung                                                                                         | Isochinolin                                             | [ 60 ] [ 61 ]       |
| Reaktionsschema Pomeranz-Fritsch-Reaktion               |                     |                                                                                           | |                                                         |                     |
| Ponzio-Reaktion                                         |                     |                                                                                           | |                                                         |                     |
| Giacomo Ponzio                                          | 1897                | Benzaldoxime, Distickstofftetroxid                                                        | Oxidation                                                                                            | Dinitrophenylmethane                                    | [ 62 ]              |
| Reaktionsschema Ponzio-Reaktion                         |                     |                                                                                           | |                                                         |                     |
| Povarov-Reaktion (Pavarov-Reaktion)                     |                     |                                                                                           | |                                                         |                     |
| L.S. Povarov                                            | 1963                | aromatische Imine, Alkene                                                                 | Cyclokondensation                                                                                    | Chinoline                                               | [ 63 ]              |
| Prévost-Hydroxylierung                                  |                     |                                                                                           | |                                                         |                     |
| Charles Prévost                                         | 1933                | Alkene, Iod, Silberbenzoat (2 äq), Base                                                   | Bildung von Iodonium-Ion, Addition von zwei Benzoat-Molekülen unter Silberiodidabspaltung, Hydrolyse | anti-stehende Dihydroxyverbindungen                     | [ 64 ]              |
| Reaktionsschema Prévost-Hydroxylierung                  |                     |                                                                                           | |                                                         |                     |
| Prévost-Woodward-Hydroxylierung                         |                     |                                                                                           | |                                                         |                     |
| Charles Prévost, Robert Burns Woodward                  | 1958                | Alkene, Iod, Silberbenzoat (1 äq), Wasser                                                 | Bildung von Iodonium-Ion, Addition von einem Benzoat-Molekül unter Silberiodidabspaltung, Hydrolyse  | syn-stehende Dihydroxyverbindungen                      | [ 65 ]              |
| Reaktionsschema Prévost-Woodward-Hydroxylierung         |                     |                                                                                           | |                                                         |                     |
| Prey-Etherspaltung                                      |                     |                                                                                           | |                                                         |                     |
| Vinzenz Prey                                            | 1941                | Aliphatisch-aromatische Ether, Pyridiniumchlorid                                          | | Phenole                                                 | [ 66 ]              |
| Prileschajew-Reaktion                                   |                     |                                                                                           | |                                                         |                     |
| Nikolai Prileschajew                                    | 1909                | Alkene, Peroxycarbonsäuren                                                                | Oxidation                                                                                            | Epoxide                                                 | [ 67 ]              |
| Reaktionsschema Prileschajew-Reaktion                   |                     |                                                                                           | |                                                         |                     |
| Prins-Pinakolumlagerung                                 |                     |                                                                                           | |                                                         |                     |
| Hendrik Jacobus Prins                                   | 1969                | allylische Diole/Acetale, Lewis-Säure                                                     | Prins-Reaktion, Pinacol-Umlagerung                                                                   | Tetrahydrofurane                                        | [ 68 ]              |
| Prins-Reaktion                                          |                     |                                                                                           | |                                                         |                     |
| Hendrik Jacobus Prins                                   | 1919                | Aldehyde/Ketone, Alkene/Alkine, Nucleophil                                                | elektrophile Addition, nukleophile Addition                                                          | 1,3-Diole/Allylalkohole/Acetale/Carbonsäureester        | [ 69 ]              |
| Reaktionsschema Prins-Reaktion                          |                     |                                                                                           | |                                                         |                     |
| Pschorr-Cyclisierung                                    |                     |                                                                                           | |                                                         |                     |
| Robert Pschorr                                          | 1896                | aromatische Amine, Salpetrige Säure, Kupfer                                               | Diazotierung, Intramolekularer Ringschluss                                                           | Phenanthrene                                            | [ 70 ]              |
| Reaktionsschema Pschorr-Cyclisierung                    |                     |                                                                                           | |                                                         |                     |
| Pschorr-Hoppe-Indolsynthese                             |                     |                                                                                           | |                                                         |                     |
| Robert Pschorr, Gerhard Hoppe                           | 1910                | o‐Nitrophenylacetonitrile, Zinn, Salzsäure                                                | Reduktion zum Amin, Cyclisierung                                                                     | Indole                                                  | [ 71 ]              |
| Pudovik-Reaktion                                        |                     |                                                                                           | |                                                         |                     |
| A. N. Pudovik                                           | 1950                | Dialkylphosphonate, Alkene/Alkine, Base                                                   | nucleophile Addition                                                                                 | α-Hydroxyphosphonate                                    | [ 72 ]              |
| Pummerer-Umlagerung                                     |                     |                                                                                           | |                                                         |                     |
| Rudolf Pummerer                                         | 1909                | Sulfoxide, Anhydride                                                                      | | α-Acyloxysulfide                                        | [ 73 ]              |